# Patnikovo
Patnikovo (Bulgaars: Пътниково) is een dorp in de Bulgaarse gemeente Stambolovo, oblast Chaskovo. Het dorp ligt hemelsbreed 29 km ten zuidoosten van Chaskovo en 222 km ten zuidoosten van Sofia. 

## Bevolking
Op 31 december 2020 telde het dorp Patnikovo 68 inwoners. Het aantal inwoners vertoont al vele jaren een dalende trend: in 1956 had het dorp nog 367 inwoners.
| Bevolkingsontwikkeling tussen 1934 en 2020          |
| --------------------------------------------------- |
|                                                     |
| Bron: Nationaal Statistisch Instituut van Bulgarije |

In het dorp wonen uitsluitend etnische Turken. In de optionele volkstelling van 2011 identificeerden alle 52 ondervraagden zichzelf als etnische Turken.
| Etnische samenstelling van de respondenten (2011) | Etnische samenstelling van de respondenten (2011) | Etnische samenstelling van de respondenten (2011) | Etnische samenstelling van de respondenten (2011) | Etnische samenstelling van de respondenten (2011) |
| ------------------------------------------------- | ------------------------------------------------- | ------------------------------------------------- | ------------------------------------------------- | ------------------------------------------------- |
|                                                   |                                                   |                                                   |                                                   |                                                   |
| Bulgaren                                          | Bulgaren                                          |                                                   | 0,0%                                              | 0,0%                                              |
| Turken                                            | Turken                                            |                                                   | 100,0%                                            | 100,0%                                            |
| Roma                                              | Roma                                              |                                                   | 0,0%                                              | 0,0%                                              |
| Anders/Onbekend                                   | Anders/Onbekend                                   |                                                   | 0,0%                                              | 0,0%                                              |